# 잭 킹
잭 킹(영어: Zach King, 1990년 2월 4일~ )은 로스앤젤레스에 거주하는 미국의 바인 스타, 영화 제작자, 유튜브 인물이다. 마치 마법을 부린 것 같은 디지털 편집을 한 6초짜리 동영상인 매직 바인(magic vine)으로 잘 알려져 있다. 그는 그의 비디오들을 "날랜 디지털 손재주"(digital sleight of hand)로 불렀다. 그는 2008년에 유튜브에 동영상을 올리기 시작했으며 2013년에는 바인에 동영상을 게시하기 시작했다.
킹은 2010년에 휴렛 팩커드 커머셜 콘텐스트에서 우승했으며 런던 영화제의 레드카펫에 올랐다. 2013년에 유튜브의 넥스트업 크리에이터스 콘텐스트(NextUp Creators contest)에 우승하였다.

## 영화
- Muzzled Wolf - 주토피아[7]

## 수상 및 영예
- 2009 - First Place London Film Festival for HP advertisement[8]
- 2009 - Critic's Choice Award at Bridgestone Tires's Safety Scholars Teen Driver Video Contest.[5]
- 2010 - First place London Film Festival: Heartbrand Ad[9]
- 2010 - Bridgestone Safety Scholar Winner[10]
- 2012 - Vidcon Golden Poop Award[11]
- 2013 - YouTube's NextUp Creators Contest[6]
- 2016 - Biola University Young Alumnus Award[12]